# Prix Patrick-White
Le prix Patrick-White (Patrick White Literary Award) est un prix littéraire australien annuel créé par l'écrivain Patrick White qui a utilisé la récompense de son prix Nobel de littérature 1973 afin d'établir une dotation pour ce prix (23 000 dollars australiens en 2012). Depuis 1974, il distingue un écrivain australien particulièrement créatif tout au long de sa carrière, mais dont l'œuvre n'a pas été suffisamment reconnue.

## Palmarès
- 1974 : Christina Stead[2]
- 1975 : David Campbell (en)
- 1976 : John Blight (en)
- 1977 : Sumner Locke Elliott (en)
- 1978 : Gwen Harwood (en)
- 1979 : Randolph Stow (en)
- 1980 : Bruce Dawe
- 1981 : Dal Stivens (en)
- 1982 : Bruce Beaver (en)
- 1983 : Marjorie Barnard (en)
- 1984 : Rosemary Dobson (en)
- 1985 : Judah Waten (en) (posthume)
- 1986 : John Morrison (en)
- 1987 : William Hart-Smith (en)
- 1988 : Roland Robinson (en)
- 1989 : Thea Astley
- 1990 : Robert Gray (en)
- 1991 : David Martin (en)
- 1992 : Peter Cowan (en)
- 1993 : Amy Witting (en)
- 1994 : Dimitris Tsaloumas (en)
- 1995 : Elizabeth Riddell (en)
- 1996 : Elizabeth Harrower
- 1997 : Vivian Smith (en)
- 1998 : Alma de Groen, première à être récompensée pour une œuvre dramatique[3]
- 1999 : Gerald Murnane
- 2000 : Thomas Shapcott
- 2001 : Geoff Page
- 2002 : Tom Hungerford (en)
- 2003 : Janette Turner Hospital (en)
- 2004 : Nancy Phelan (en)
- 2005 : Fay Zwicky (en)
- 2006 : Morris Lurie (en)
- 2007 : David Rowbotham (en)
- 2008 : John Romeril (en)
- 2009 : Beverley Farmer (en)
- 2010 : David Foster (en)
- 2011 : Robert Adamson (en)
- 2012 : Amanda Lohrey (en)
- 2013 : Louis Nowra (en)
- 2014 : Brian Castro (en)
- 2015 : Joan London[4]
- 2016 : Carmel Bird (en)[5]
- 2017 : Tony Birch (en)[6]
- 2018 : Samuel Wagan Watson (en)
- 2019 : Jordie Albiston (en)
- 2020 : Gregory Day (en)
- 2021 : Adam Aitken (en)
- 2022 : Antigone Kefala (en)
- 2023 : Alex Skovron (en)
- 2024 : Pi O (en)